# Yasin Öztekin
Yasin Öztekin (ur. 19 marca 1987 w Dortmundzie) – turecki piłkarz grający na pozycji pomocnika w Bucaspor 1928.

## Kariera klubowa
Piłkę nożną zaczął trenować w wieku 4–5 lat w Alemannii Scharnhorst, gdzie jego ojciec pracował jako trener. W 1996 roku trafił do Borussii Dortmund. W latach 2006–2010 grał w drugiej drużynie tego klubu.
W styczniu 2011 podpisał półtoraroczny kontrakt z Gençlerbirliği SK. W czerwcu 2012 podpisał czteroletnią umowę z Trabzonsporem. W lipcu 2013 związał się trzyletnim kontraktem z Kayseri Erciyesspor. W sierpniu 2014 podpisał czteroletni kontrakt z Galatasaray SK.

## Kariera reprezentacyjna
W reprezentacji Turcji zadebiutował 8 czerwca 2015 w wygranym 4:0 meczu z Bułgarią.

## Życie osobiste
Żonaty z Mücellą, z którą ma syna Miraça.